# Área metropolitana de Rochester (Minnesota)
El Área Estadística Metropolitana de Rochester es un Área Estadística Metropolitana del estado de Minnesota, Estados Unidos definida por la Oficina de Gerencia y Presupuesto de los Estados Unidos (OMB). Su población según el censo de 2010 es de 186.011 habitantes, convirtiéndola en la 223.º área metropolitana más poblada de los Estados Unidos.

## Composición
La zona está compuesta por los siguientes condados junto con su población según los resultados del censo 2010:
- Condado de Dodge– 20.087 habitantes
- Condado de Olmsted– 144.248 habitantes
- Condado de Wabasha– 21.676 habitantes

## Comunidades del área metropolitana
- Con más de 100.000 habitantes: Rochester.
- Con más de 2.500 habitantes: Byron, Kasson, Lake City, Plainview, Stewartville, Wabasha.
- Con 1.000 a 2.500 habitantes: Blooming Prairie, Chatfield, Dodge Center, Eyota, Hayfield, Mantorville, Pine Island.
- Con menos de 1.000 habitantes: Bellechester, Claremont, Dover, Elgin, Hammond, Kellogg, Mazeppa, Millville, Minneiska, Oronoco, West Concord, Zumbro Falls.
- Lugares no incorporados: Douglas, Simpson, South Troy, Potsdam, Berne, Salem Corners, Chester, Pleasant Grove, Genoa, Post Town, Danesville.